# Bettna landskommun
Bettna landskommun var en tidigare kommun i Södermanlands län.

## Administrativ historik
Den 1 januari 1863, när kommunalförordningarna började tillämpas, skapades över hela riket cirka 2 500 kommuner, varav 89 städer, 8 köpingar och resten landskommuner. Då inrättades i Bettna socken i Oppunda härad i Södermanland denna kommun.
1952 genomfördes den första av 1900-talets två genomgripande kommunreformer i Sverige. Bettna bildade den då "storkommun" genom sammanläggning med de tidigare kommunerna Blacksta, Forssa, Husby-Oppunda, Vadsbro och Vrena.
Kommunreformen 1971 innebar att Bettna kommun upphörde och delades. Församlingarna Husby-Oppunda och Vrena fördes då till Nyköpings kommun, medan Bettna, Blacksta, Forssa och Vadsbro infogades i Flens kommun.
Kommunkoden var 0424.

### Kyrklig tillhörighet
I kyrkligt hänseende tillhörde kommunen Bettna församling. Den 1 januari 1952 tillkom församlingarna Blacksta, Forssa, Husby-Oppunda, Vadsbro och Vrena.

## Geografi
Bettna landskommun omfattade den 1 januari 1952 en areal av 294,33 km², varav 240,08 km² land. Efter nymätningar och arealberäkningar färdiga den 1 januari 1961 omfattade landskommunen samma datum en areal av 295,97 km², varav 242,93 km² land.

### Tätorter i kommunen 1960
| Tätort | Folkmängd |
| ------ | --------- |
| Vrena  | 590       |
| Bettna | 373       |

Tätortsgraden i kommunen var den 1 november 1960 26,0 procent.

## Politik

### Mandatfördelning i valen 1950-1966
| 18 | 9 | 5 | 3 |

| 32 |

| 18 | 9 | 4 | 4 |

| 30 | 5 |

| 17 | 10 | 3 | 5 |

| 30 | 5 |

| 17 | 10 | 4 | 4 |

| 30 | 5 |

| 15 | 11 | 4 | 5 |

| 30 | 5 |